# Mistrzostwa USA Strongman 2010
Mistrzostwa USA Strongman 2010 – trzynasta edycja dorocznych, indywidualnych zawodów amerykańskich
siłaczy.
Data: 24 i 25 września 2010

Miejsce: Las Vegas (stan Nevada)  Stany Zjednoczone
Wyniki zawodów:
| Miejsce | Zawodnik         | Punkty |
| ------- | ---------------- | ------ |
| 1.      | Derek Poundstone | 70,5   |
| 2.      | Mike Jenkins     | 61     |
| 3.      | Marshall White   | 51     |
| 4.      | David Hanson     | 48     |
| 5.      | Andrew Palmer    | 45     |
| 6.      | Ryan Bracewell   | 41,5   |
| 7.      | Brad Dunn        | 37     |
| 8.      | Matt Dawson      | 32     |
| 9.      | John Conner      | 32     |
| 10.     | Tom McClure      | 17     |